# Rollo de Fuego (monumento)
El Rollo de Fuego (en hebreo: אנדרטת מגילת האש‎) es un monumento ubicado en las colinas de Jerusalén, que conmemora la historia de los judíos desde el Holocausto hasta la independencia de Israel.

## Descripción
El monumento, entallado por el artista y superviviente del Holocausto Nathan Rapoport en 1971, cuenta con 8 metros de altura y está confeccionado en bronce. Presenta la forma de dos rollos, refiriéndose con ello a la nación judía como «gente del libro» (en su acepción judía; en hebreo: עם הספר‎). Cada uno de los rollos describe una parte de la historia reciente del pueblo judío: el primero el Holocausto («perdición») y el segundo la independencia («redención»).
El rollo que describe el Holocausto lleva grabados, entre otros, la imagen de Janusz Korczak y sus hijos, una columna de cascos que simboliza a los soldados alemanes, un miembro de Lohaméi HaGuetaot con una granada en la mano y algunas imágenes detrás de la valla de un campo de concentración. El rollo culmina con la imagen de inmigrantes supervivientes del Holocausto arribando a las costas de Eretz Israel durante la Aliyá Bet, los judíos palestinos que les ayudan a bajar de los botes y uno de los recién llegados besando la Tierra de Israel.
El rollo que describe la independencia tiene talladas imágenes simbólicas de Israel, como los olivos, un niño con un racimo de uvas en la mano, un hombre tocando el shofar al pie del Muro de las Lamentaciones, la menorá de siete brazos basada en el modelo de la menorá del arco de Tito, un antiguo carácter que representa al profeta Elías, personas bailando la hora y banderas volando junto a un ángel que toca una trompeta.
La brecha entre los dos rollos contiene dos espacios memoriales, teniendo cada uno de ellos un grabado de un pasaje de la biblia.

## Ubicación
El monumento, propuesto y financiado por de Bnei Brith de Estados Unidos, se encuentra en el bosque de los Mártires en las colinas de Jerusalén. Este sitio fue escogido por Yosef Weitz, el entonces director del departamento de repoblación forestal del Fondo Nacional Judío, y también superviviente del Holocausto.